# Iggesund
Iggesund er en  by  i Hudiksvalls kommun i landskapet Hälsingland i Gävleborgs län i Sverige. I 2010 havde den 3.362 indbyggere. Iggesund ligger cirka ti kilometer syd for Hudiksvall, 45 km nord for Söderhamn og 70 km sydøst for Ljusdal. I øst grænser den til Den Botniske Bugt. Nærmeste større byer er Sundsvall (92 km) mod nord og Gävle (126 km) mod syd.

## Infrastruktur
Iggesund deles af E4 og Ostkustbanan som går parallelt gennem byen i nord/sydlig retning. I retningen øst/vest går  vej 669 (Forsavägen) 12 kilometer til Sörforsa mod vest.
Iggesund trafikeres daglig af to buslinjer. Der er togforbindelse til Sundsvall, Hudiksvall, Söderhamn og Gävle via X-Tåget fra Iggesunds jernbanestation. I tilknytning til jernværket Iggesunds Bruk er der en stor havn for import og eksport af karton og trævarer.

## Historie
I 1672 blev Östanå pappersbruk oprettet som den første store virksomhed i Iggesund, ved Viksjön, et par kilometer vest for den  nuværende by. I 1685 startede industriepoken for alvor, da man grundlagde jernværket Iggesunds Bruk. De følgende år ekspanderede Iggesunds Bruk kraftigt, og i dag omtaler man ofte, fejlagtigt, stednavnet som synonym til fabrikken.
I 1980'erne blev Iggesunds Bruk opkøbt af Mo och Domsjö AB.